# Satol Yuiga
Satol Yuiga (japanisch 結賀 さとる Yuiga Satoru; * 8. November in Präfektur Kanagawa) ist eine japanische Mangaka und Illustratorin.

## Werdegang und Werk
Ihre Debüt hatte Yuiga 1993, als sie einen Nachwuchspreis des Magazins G Fantasy gewann. Seither schuf sie vor allem Actiongeschichten in fantastischen oder übernatürlichen Settings. Neben Mangas illustrierte sie ab 2003 auch mehrere Light Novels. Von 1998 bis 2010 erschien E’s, das mit 16 Bänden ihre längste Serie ist. Das Werk handelt vom Kampf zwischen mächtigen Organisationen und übernatürlich begabten Menschen in einer nahen Zukunft. Es wurde auch mehrfach übersetzt, darunter ab 2008 bei Carlsen ins Deutsche, und 2003 als Anime-Fernsehserie umgesetzt. Ebenfalls als Anime umgesetzt wurde Tokyo Jūshōden von 2000, in dem ein Dämon den versiegelten Dämonenkönig wiedererwecken will und zehn Krieger darum kämpfen, ihn aufzuhalten. Von 2005 bis 2010 erschien mit At Laz Meridian eine weitere längere Serie von Yuiga, die von einem japanischen Mädchen erzählt, das durch einen magischen Ring in die Welt König Arthurs versetzt wurde.

## Bibliografie (Auswahl)
- Seventh Saga (セブンス・サガ, 1995–, 2 Bände)
- Tenkū Shinobuden Battle Voyager (天空忍伝バトルボイジャー, 1996–, 4 Bände, Zeichnungen)
- E’s (エス Esu, 1998–2010, 16 Bände)
- Tokyo Jūshōden (倒凶十将伝, 2000, 1 Band)
- Chaos Legion (2003–2004, 5 Bände, Illustrationen)
- Xiphos – Shinsekai no Bōyō (サイフォス －新世界の墓標, 2004, 1 Band)
- At Laz Meridian (奇幻戀魔戒, 2005–2010, 6 Bände)
- Denpachi (電蜂, 2006, 1 Bände, Illustrationen)
- Golden Corridor (2007–2008, 2 Bände)
- Silent Lovers (2007–2008, 4 Bände, Illustrationen)
- Tenchijin – Shitei Aihen – Kaisetsusho (天地人－師弟愛編－回雪抄, 2009, 1 Band, Zeichnungen)
- Chigo to Maigo no Akai Heart (チーゴと迷子の赤いハート, 2010, 1 Band)
- Goshujin-sama wa Gokigen Naname (ご主人様はご機嫌ななめ, 2011, 1 Band, Illustrationen)
- Kimi no Chronous (キミノクロノス, 2013–2014, 1 Band, Zeichnungen)
- Ku – Neuntöte (九 ～neuntöte～, 2013–2015, 2 Bände)
- Akuma na Kisaki no Kiken na Konin (悪魔な妃の危険な婚姻, 2015, 1 Band, Illustrationen)
- Koisuru Kōshu to Kiken na Komori Bukan (恋する公主と危険な子守り武官, 2015, 1 Band, Illustrationen)
- Kokuchō no Psychedelica (黒蝶のサイケデリカ, 2015–2016, 2 Bände, Illustrationen)